# Гунсунь Цзань
Гунсу́нь Цзань (кит. трад. 公孫瓚, упр. 公孙瓒, пиньинь Gōngsūn Zàn, ? — 199) — военачальник эпохи конца империи Хань в Китае.

## Биография
О ранней жизни Гунсунь Цзаня мало что известно. Он учился у Лу Чжи вместе с Лю Бэем. Был направлен Хэ Цзинем подавить северное восстание, что успешно и сделал. Из-за недоразумения с его господином, Лю Юем, Гунсунь Цзань напал на него и захватил окрестности. После этого его друг детства Лю Бэй поступил к нему на службу и был направлен на защиту города Пинъюань.
Теперь сильнейшими военачальниками Китая стали два брата, Юань Шао на севере (против Гунсунь Цзаня) и Юань Шу. Используя разногласия между братьями, Гунсунь Цзань заключил союз с Юань Шу и послал своего племянника Гунсунь Юэ на помощь полководцу Юань Шу Сунь Цзяню, который сражался за Янчэн. Однако Гунсунь Юэ умер в ходе кампании. Используя смерть племянника как предлог, Гунсунь Цзань сразился против Юань Шао после того, как план по захвату земель Хань Фу пошёл наперекосяк. Однако Гунсунь Цзань проиграл кампанию и совершил самоубийство, также убив жену и сына, Гунсунь Сюя.

## В романе
Гунсунь Цзань был полководцем конницы и служил на северных и восточных границах империи Хань, сражаясь против различных некитайских народов. В 191 году Гунсунь вступил в коалицию против Дун Чжо (военачальника, захватившего власть в Лояне и пленившего императора), но использовал эту возможность для расширения собственных владений. В конце 191 года Гунсунь Цзань принял к себе на службу полководца Чжао Юня. Чжао Юнь позже присоединился к другому участнику коалиции, Лю Бэю, который в прошлом служил Гунсунь Цзаню вместе с братьями Гуань Юем и Чжан Фэем. Гунсунь Цзань и Лю Бэй хорошо знали друг друга ещё с детства, когда они вместе учились. В 190-е годы Гунсунь провел несколько битв с Юань Шао за Северную равнину, начав с битвы при Цзецяо. Потерпел поражение от Юань Шао в 199 году в битве при Ицзине и совершил попытку суицида — поджёг пагоду, в которой находился.
Гунсунь Цзань был известен как «Полководец белых лошадей» за свой элитный отряд конницы, в котором более половины-белые лошади. По всей вероятности, Гунсунь Цзань решил сражаться белой конницей с северными варварами, считавшими животное священным и не решающимся с ним сражаться.

## Семья
- Сын: Гунсунь Сюй

- Родственники:
  - Гунсунь Юэ
  - Гунсунь Фань